# Campeonato Capixaba 2009
In 2009 werd het 93ste Campeonato Capixaba gespeeld voor voetbalclubs uit de Braziliaanse staat Espírito Santo. De competitie werd georganiseerd door de FES en werd gespeeld van 10 januari tot 30 mei. Serra werd kampioen. 

## Eerste fase
| Plaats | Club                 | Wed. | W  | G | V  | Saldo | Ptn. |
| ------ | -------------------- | ---- | -- | - | -- | ----- | ---- |
| 1.     | São Mateus           | 18   | 11 | 3 | 4  | 28:21 | 36   |
| 2.     | Rio Branco           | 18   | 8  | 7 | 3  | 36:22 | 31   |
| 3.     | Jaguaré              | 18   | 9  | 3 | 6  | 30:25 | 30   |
| 4.     | Vilavelhense         | 18   | 8  | 4 | 6  | 29:27 | 28   |
| 5.     | Linhares             | 18   | 8  | 3 | 7  | 18:19 | 27   |
| 6.     | Desportiva Capixaba  | 18   | 6  | 4 | 8  | 26:24 | 22   |
| 7.     | Rio Bananal          | 18   | 6  | 3 | 9  | 22:26 | 21   |
| 8.     | Serra                | 18   | 5  | 4 | 9  | 32:39 | 19   |
| 9.     | Atlético Colatinense | 18   | 5  | 3 | 10 | 25:34 | 18   |
| 10.    | GEL                  | 18   | 6  | 2 | 10 | 24:33 | 14   |

|  | Geplaatst voor tweede fase |
|  | Degradatie                 |

## Tweede fase
In geval van gelijkspel gaat de club met de beste notering in de competitie door. 
|  | Halve finale | Halve finale | Halve finale |   |            | Finale | Finale | Finale |
|  |              |              |              |   |            |        |        |        |
|  | São Mateus   | 0            | 2            |   |            |        |        |        |
|  | Vilavelhense | 1            | 0            |   |            |        |        |        |
|  | Vilavelhense | 1            | 0            |   | São Mateus | 1      | 2      |        |
|  |              |              |              |   | São Mateus | 1      | 2      |        |
|  |              | Rio Branco   | 2            | 2 |            |        |        |        |
|  | Rio Branco   | Rio Branco   | 2            | 2 | 4          | 1      |        |        |
|  | Rio Branco   |              |              |   | 4          | 1      |        |        |
|  | Jaguaré      | 2            | 1            |   |            |        |        |        |

Details finale
|             |                       |       |                  |                                               |
| 23 mei Heen | Rio Branco            | 2 – 1 | São Mateus       | Estádio Engenheiro Alencar Araripe, Cariacica |
| 23 mei Heen | Helder 30' Moises 65' |       | Marcelo Pelé 89' | Estádio Engenheiro Alencar Araripe, Cariacica |

De terugwedstrijd werd niet beëindigd omdat bij Rio Branco 4 spelers een rode kaart kregen en dan een speler zich blesseerde en niet vervangen kon worden. Bij São Mateus werden ook drie spelers van het veld gestuurd. De scheidsrechter beëindigde de wedstrijd en liet de beslissing bij de bond, die São Mateus een 2-0 overwinning toekende.
|              |                     |       |                 |                              |
| 30 mei Terug | São Mateus          | 2 – 2 | Rio Branco      | Estádio Sernamby, São Mateus |
| 30 mei Terug | Nino 35' Bombom 82' |       | 9', 28' Evrando | Estádio Sernamby, São Mateus |

| São Mateus |  | Rio Branco |

### Kampioen
| Campeonato Capixaba de 2009    |
| Espírito Santo                 |
| ------------------------------ |
| SÃO MATEUS Kampioen (1° titel) |